# 甘南事变
甘南事变亦称甘南民变、陇右暴动、陇南事变等。1943年甘肃南部各族农民反抗国民政府的暴动。
1943年春，临洮县衙下集一带农民因贫困拒交赋税，以“免粮免款”为口号起义，起义迅速扩展，蔓延到康乐、宁定、和政等回族聚集县和卓尼、夏河县藏族聚集区。不久武山、陇西、渭源三县数千回汉农民参加。共同组成“抗日救国义勇军”，提出口号：“团结抗战”、“打倒贪官污吏、土豪劣绅”等。起义军还打到洮沙、会川、定西、榆中、漳县、岷县、武都等二十余县，参加的还东乡族、保安族、撒拉族等，农民军十余万，后被镇压。